# فهرست وابسته‌های دیپلماتیک اتریش

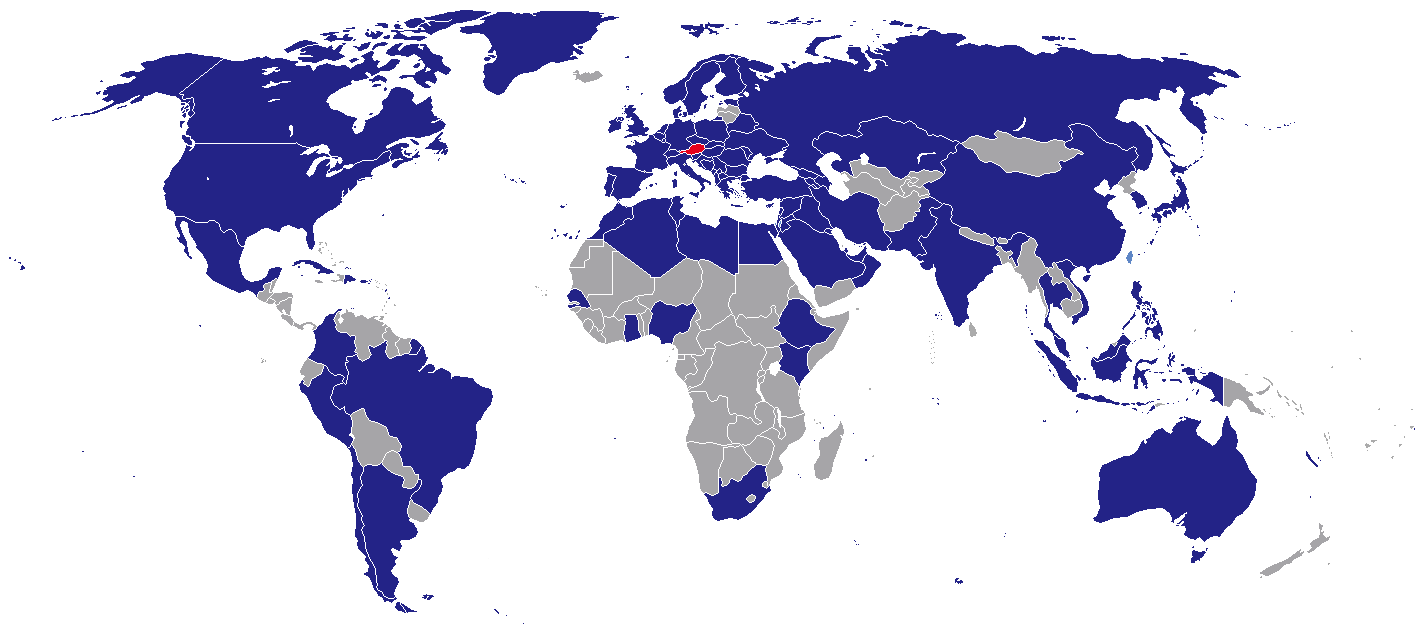
نقشه سفارتخانه‌های اتریش

فهرست سفارت‌های اتریش، فهرستی از مراکز سفارتخانه و کنسولگری کشور اتریش در سراسر جهان است.

## آسیا

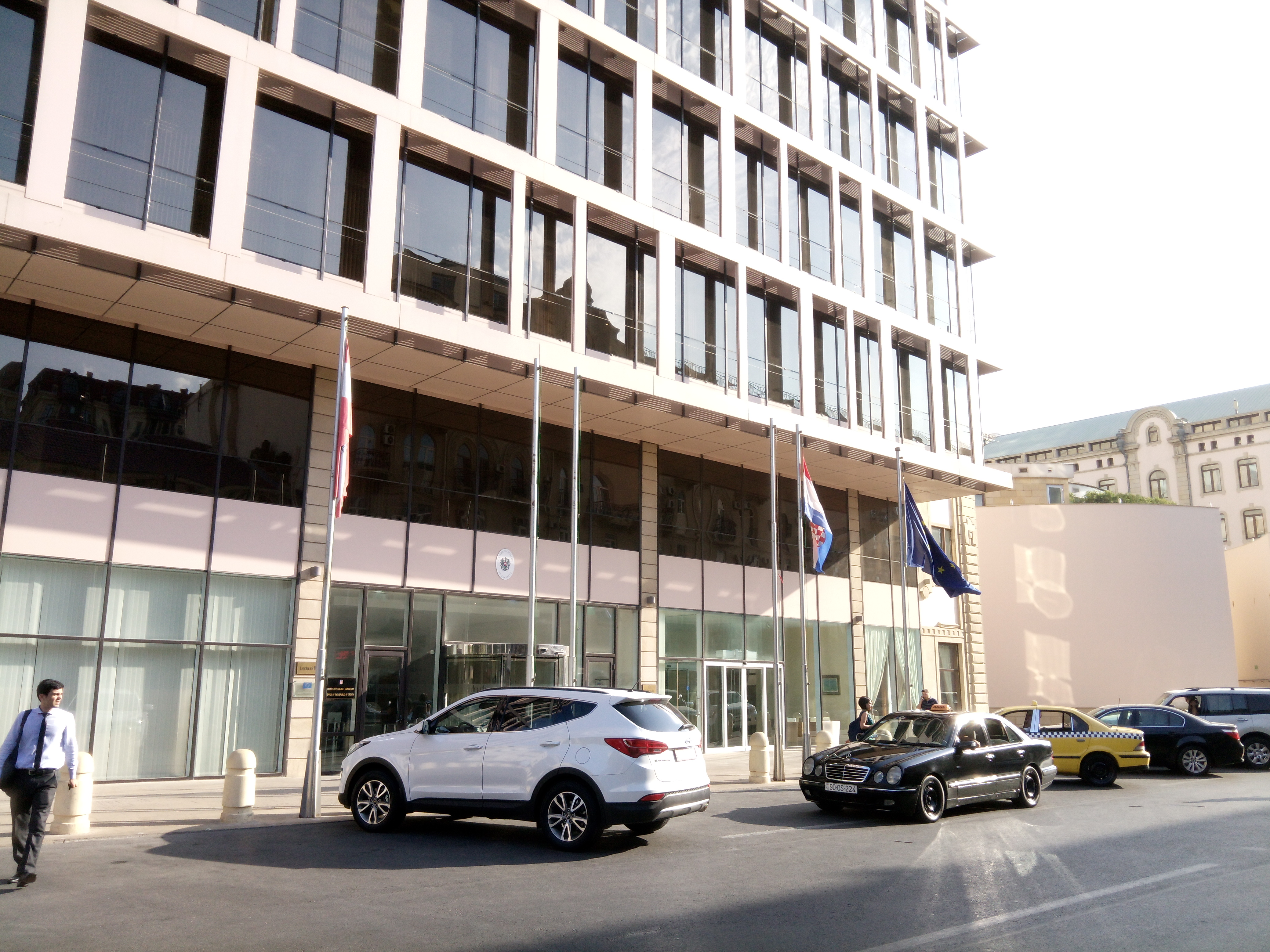
سفارتخانه اتریش در باکو

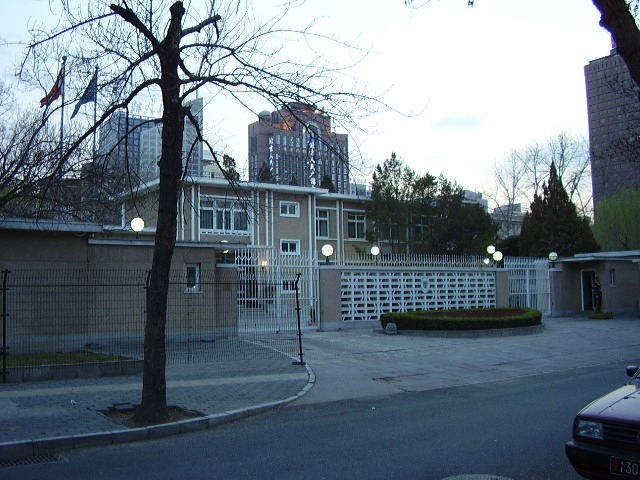
سفارت اتریش در پکن

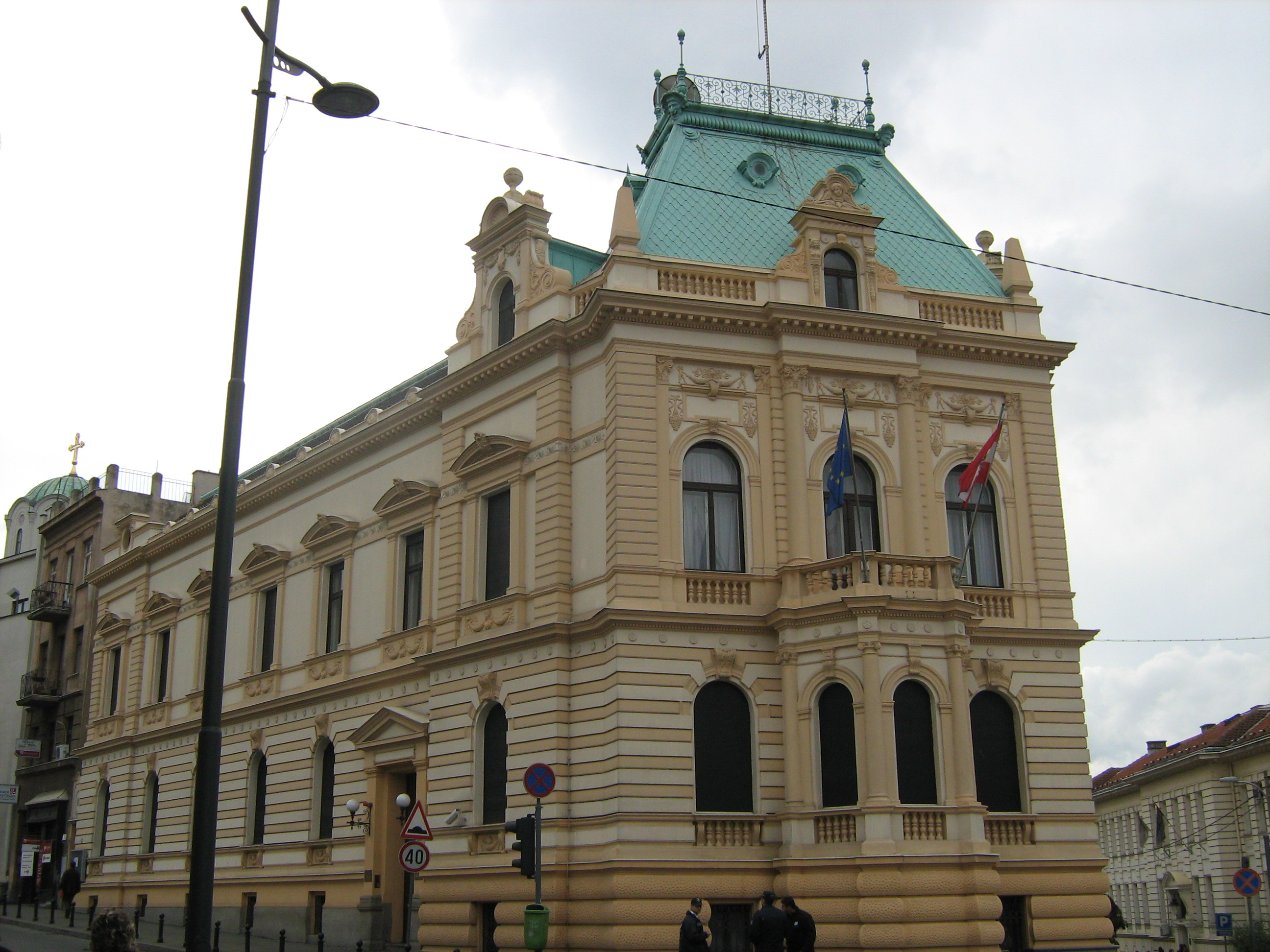
سفارت اتریش در بلگراد

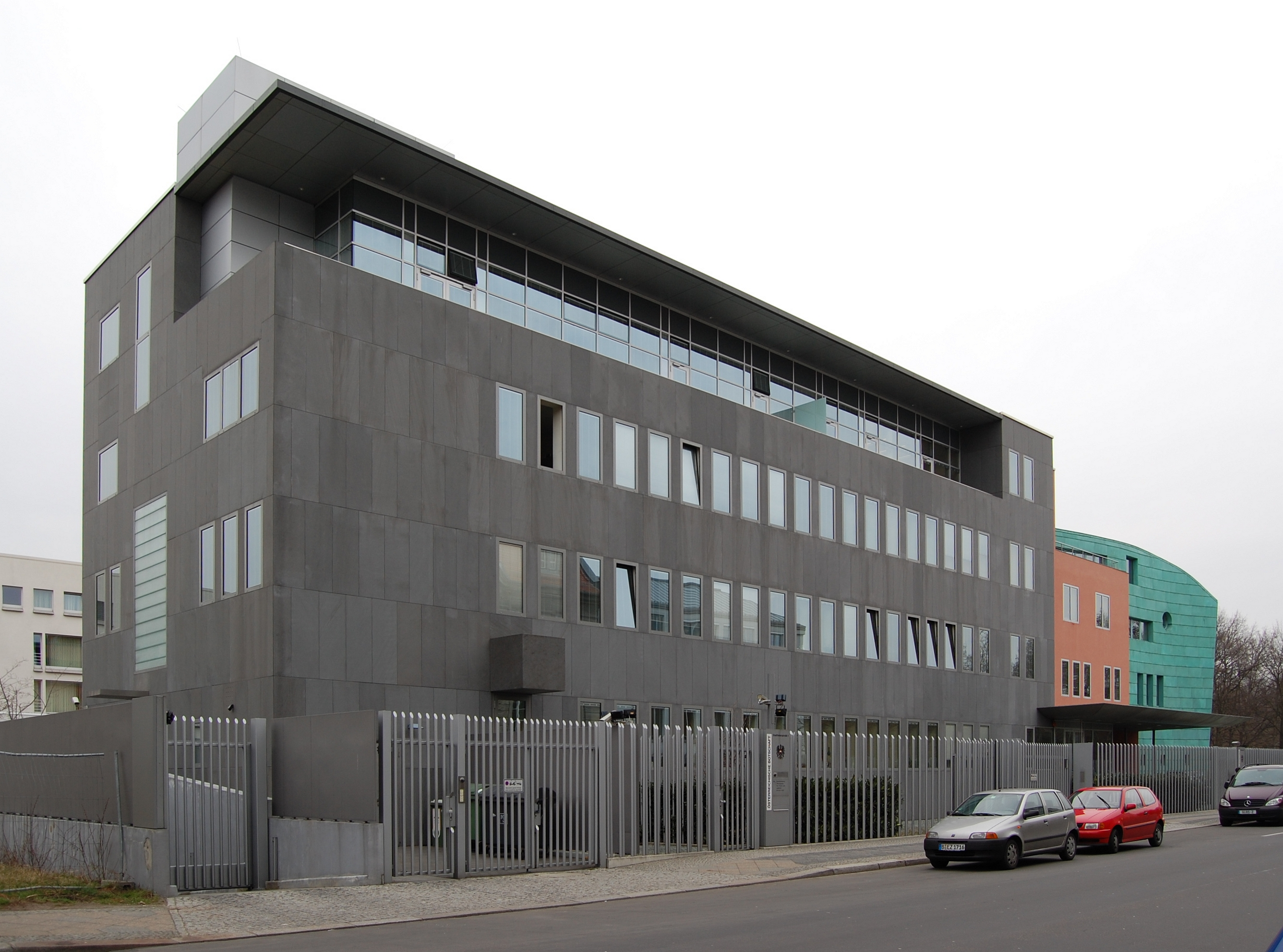
سفارت اتریش در برلین

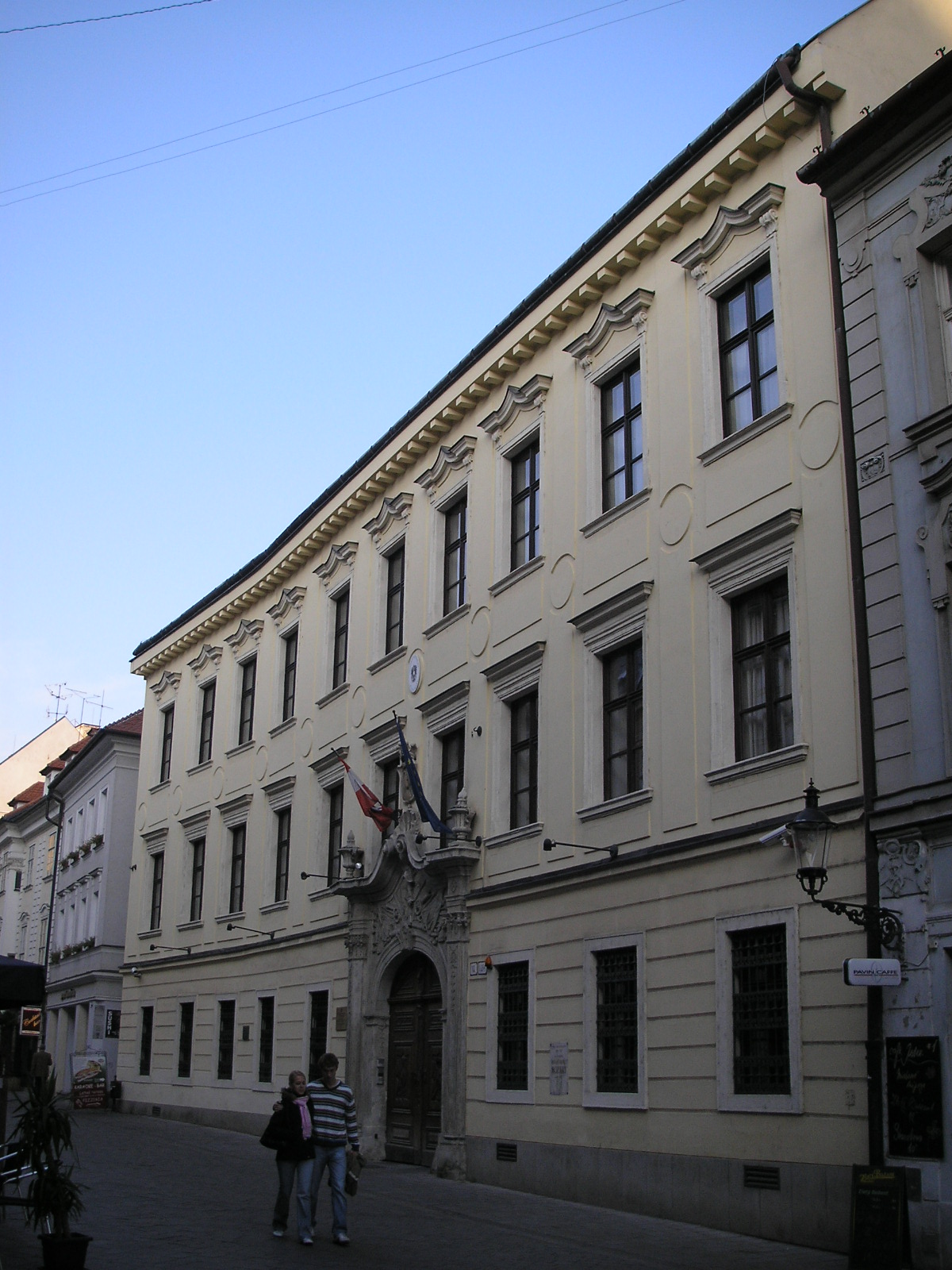
سفارت اتریش در براتیسلاوا

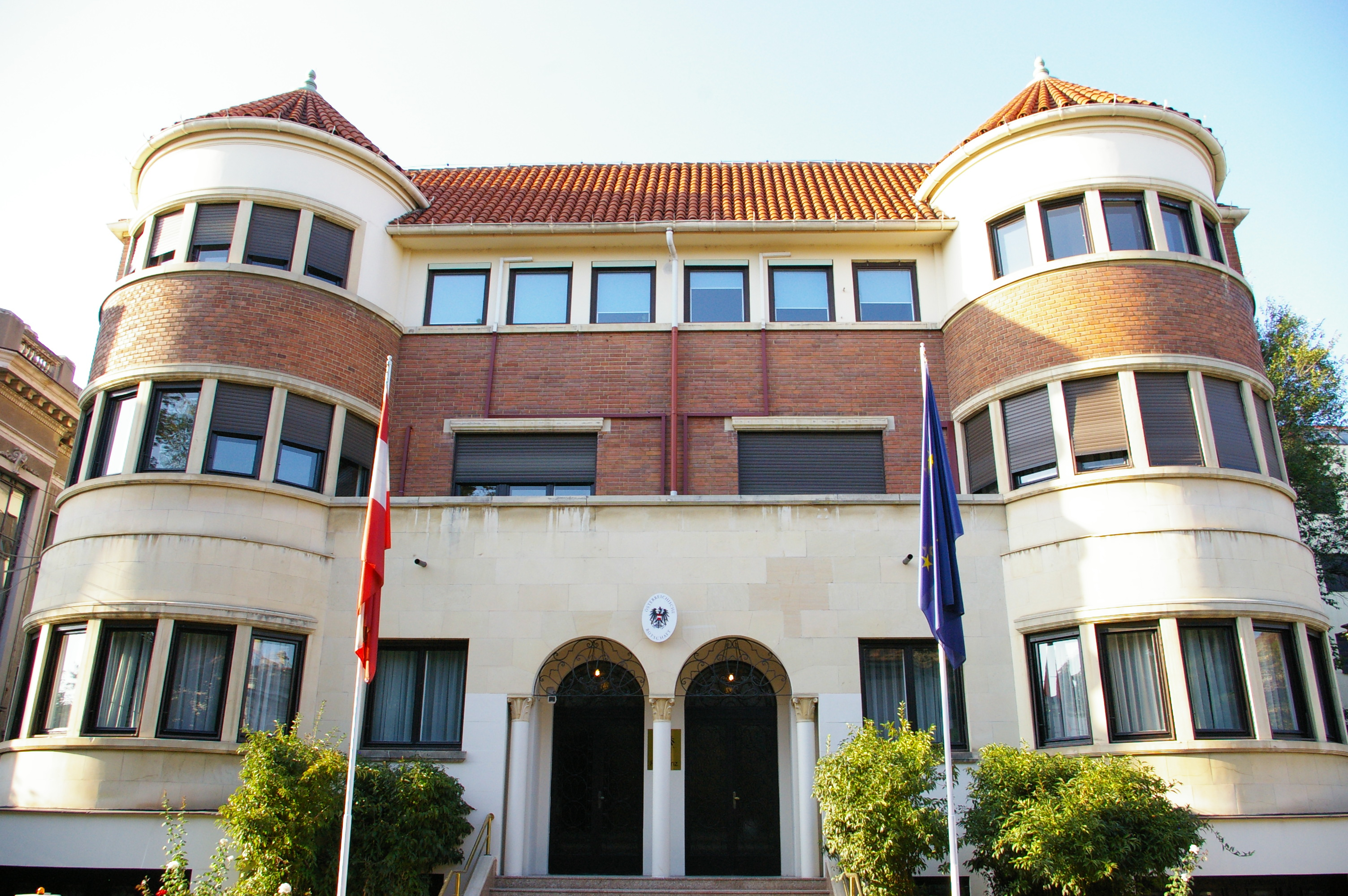
سفارت اتریش در بخارست

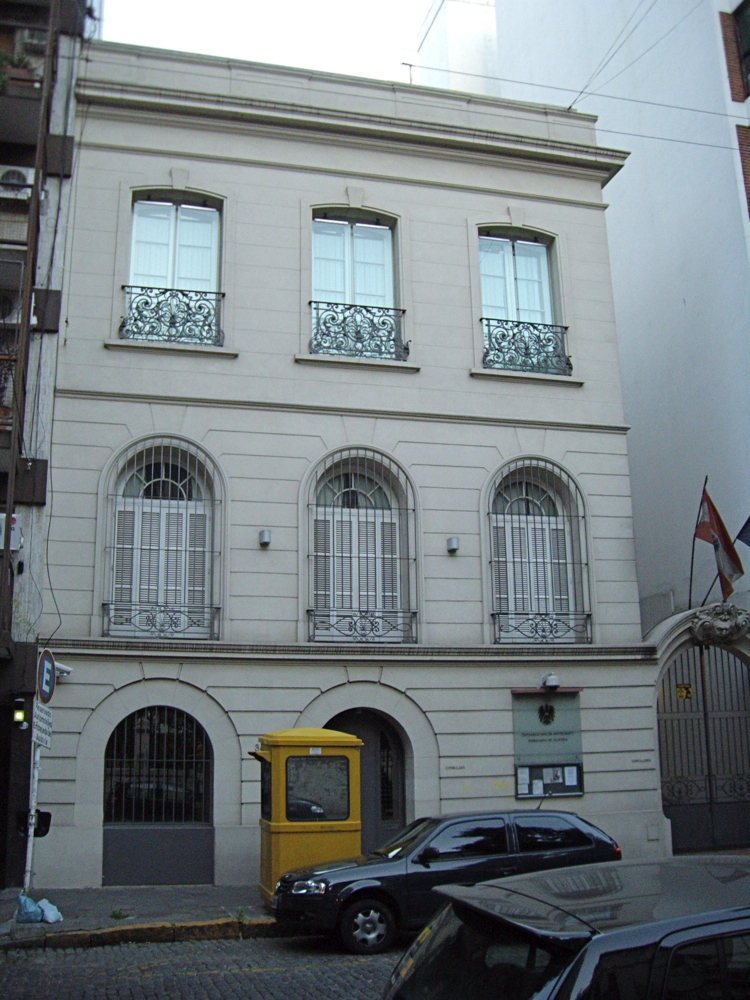
سفارت اتریش در بوئنوس آیرس

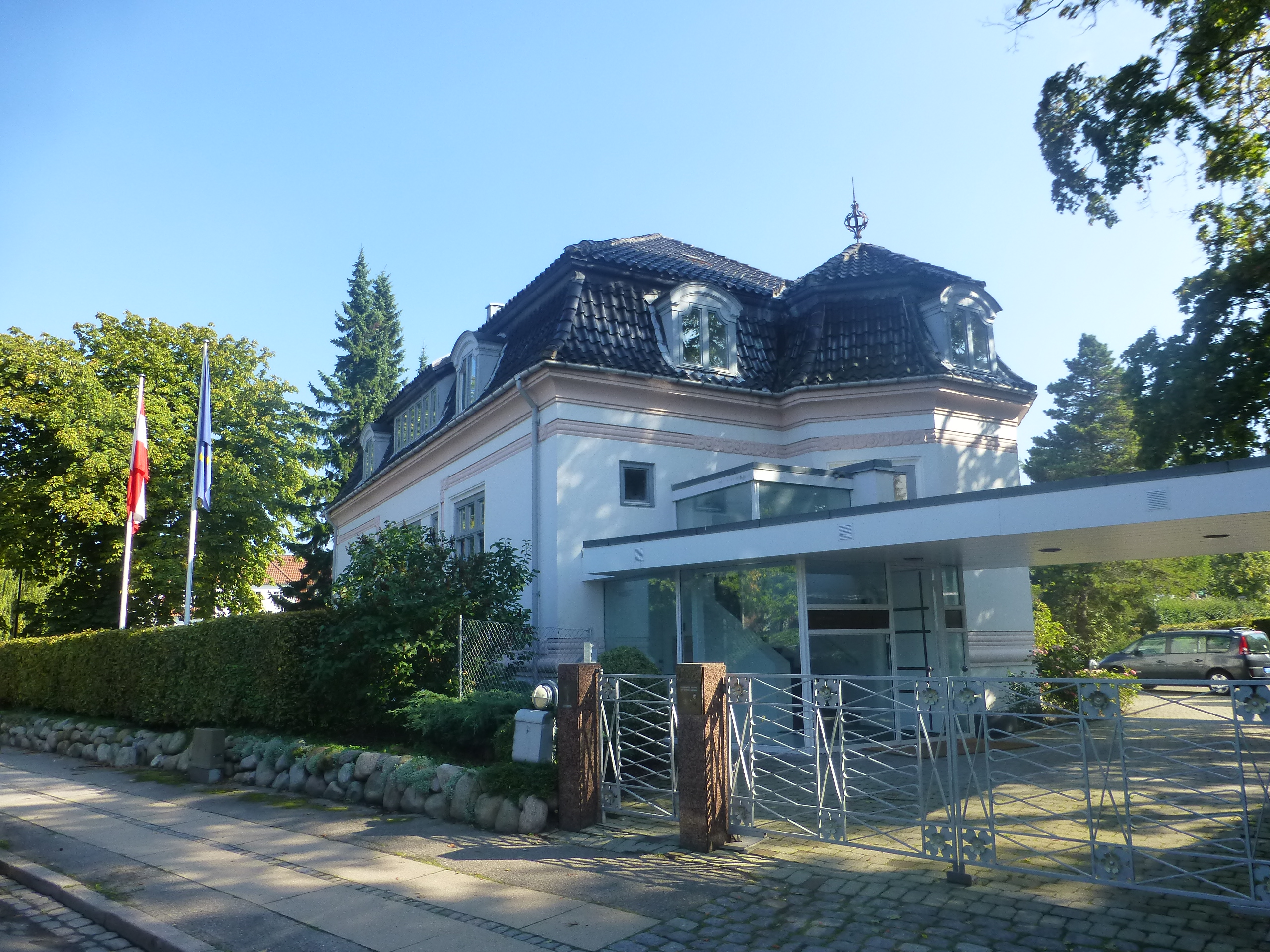
سفارت اتریش در کپنهاگ

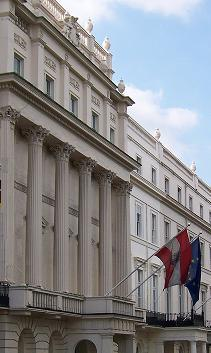
سفارت اتریش در لندن

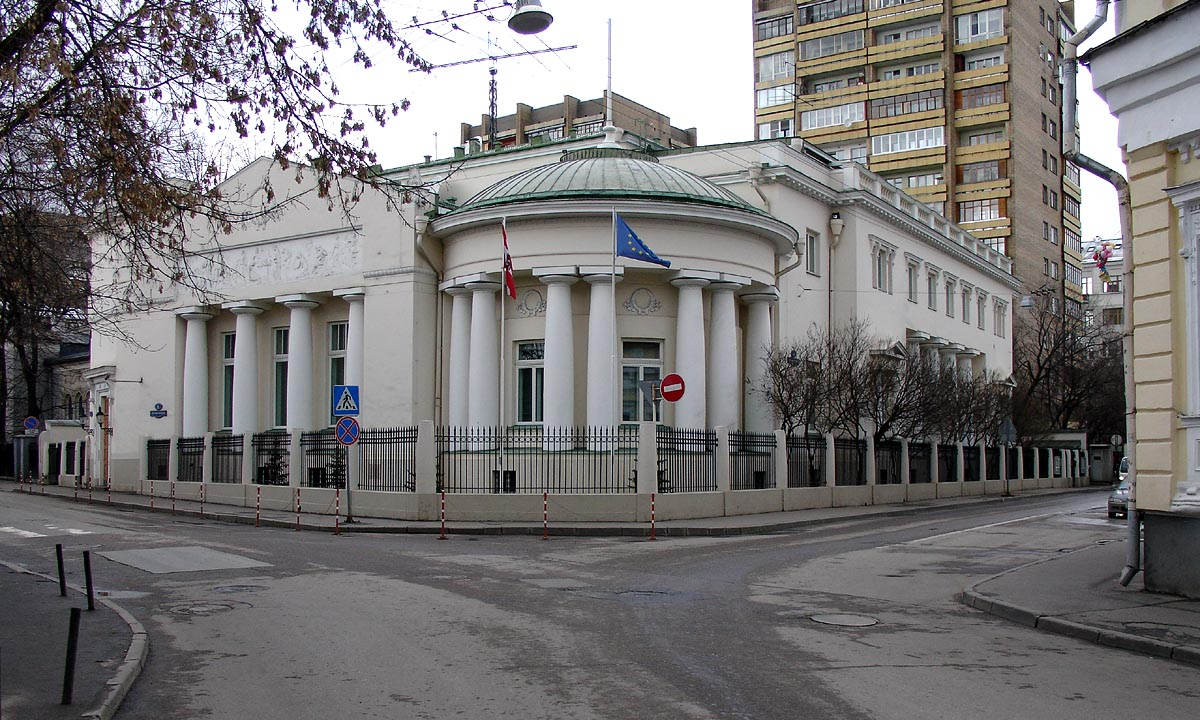
سفارت اتریش در مسکو

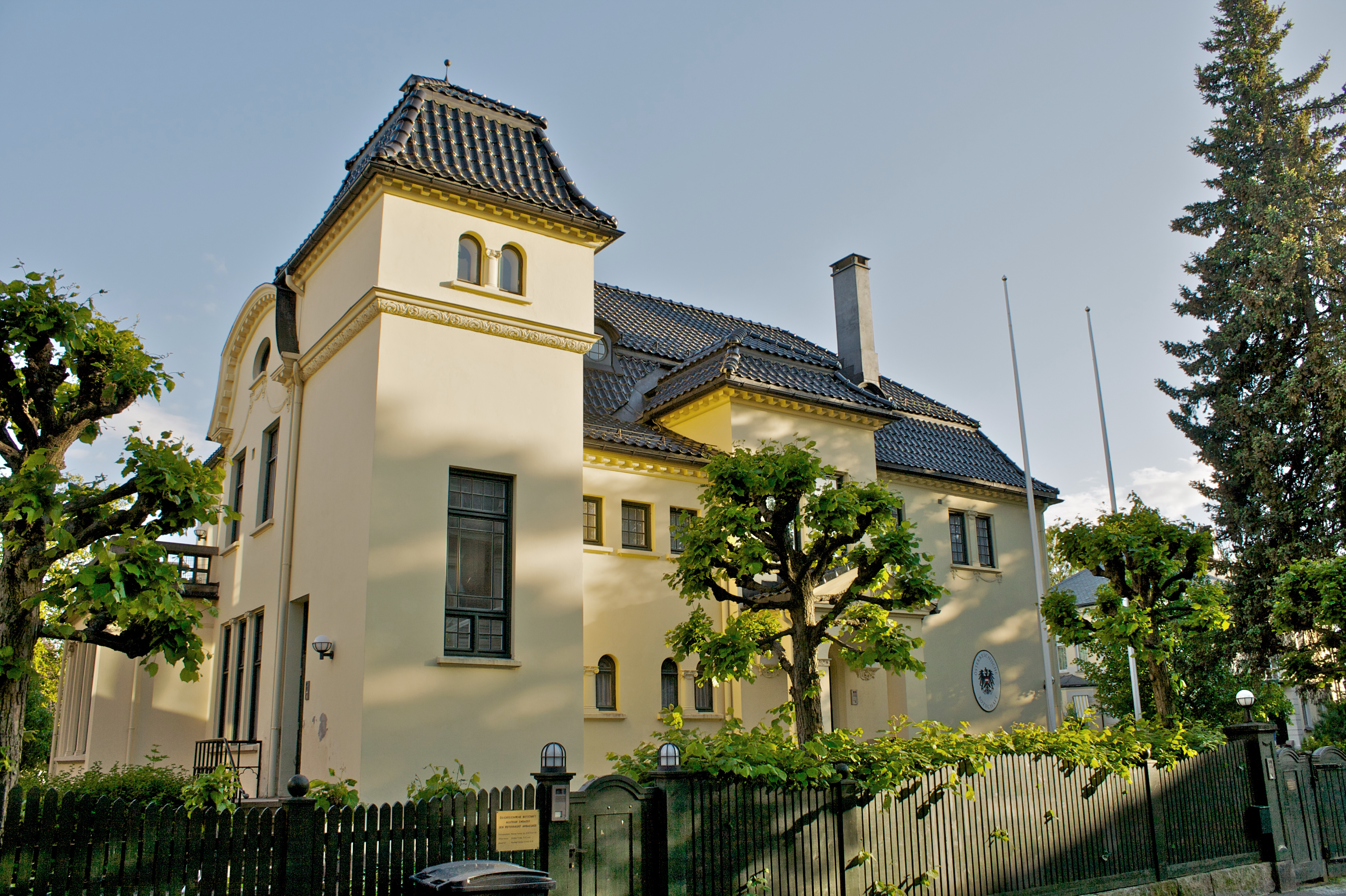
سفارت اتریش در اسلو

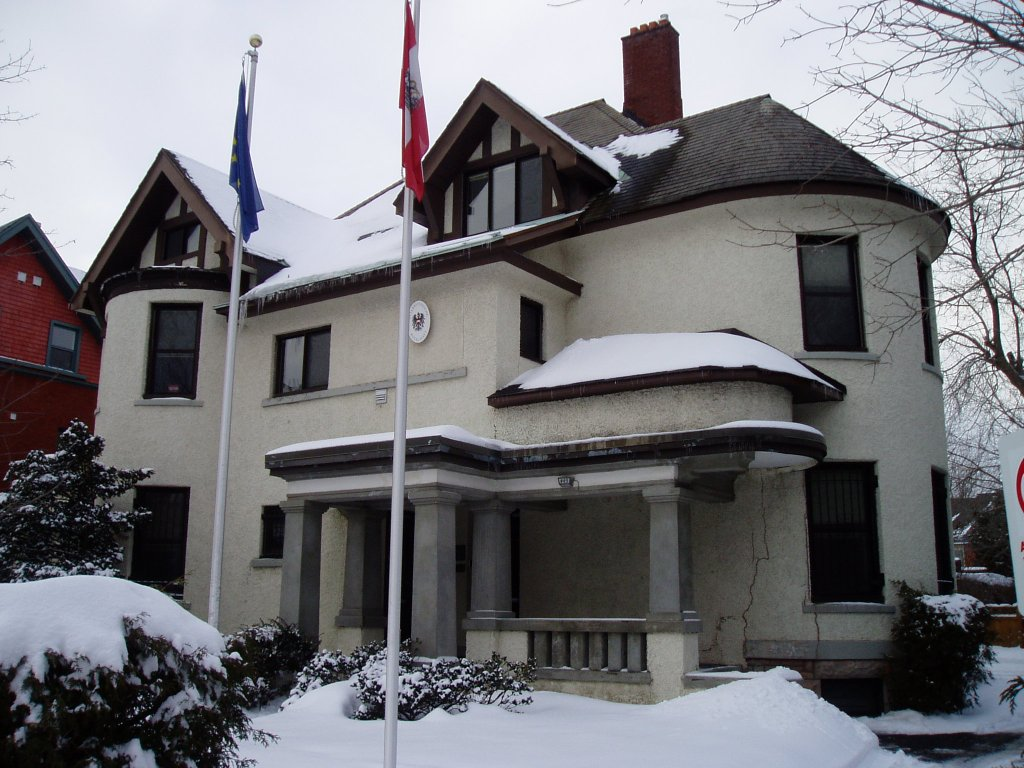
سفارت اتریش در اتاوا

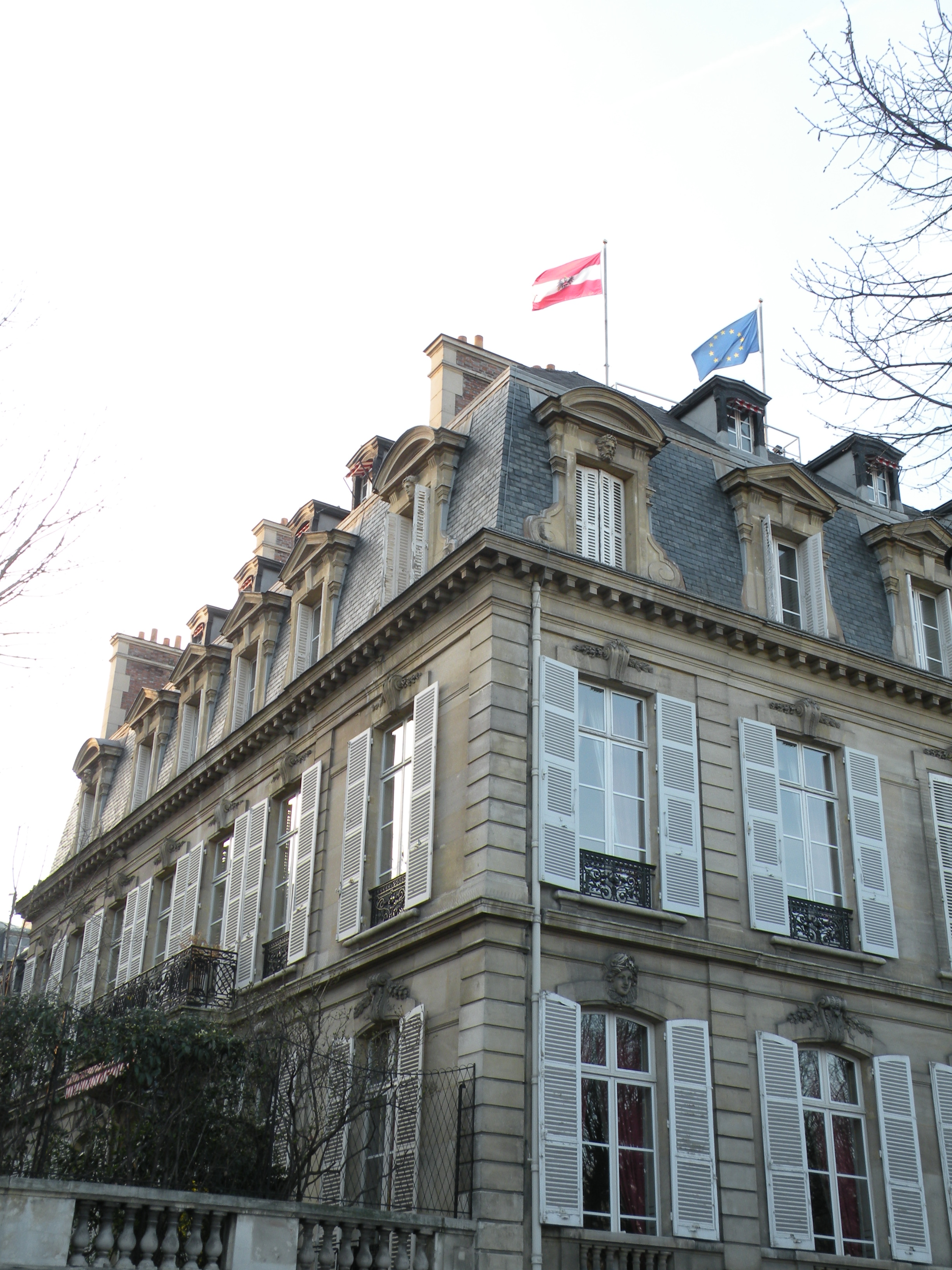
سفارت اتریش در پاریس

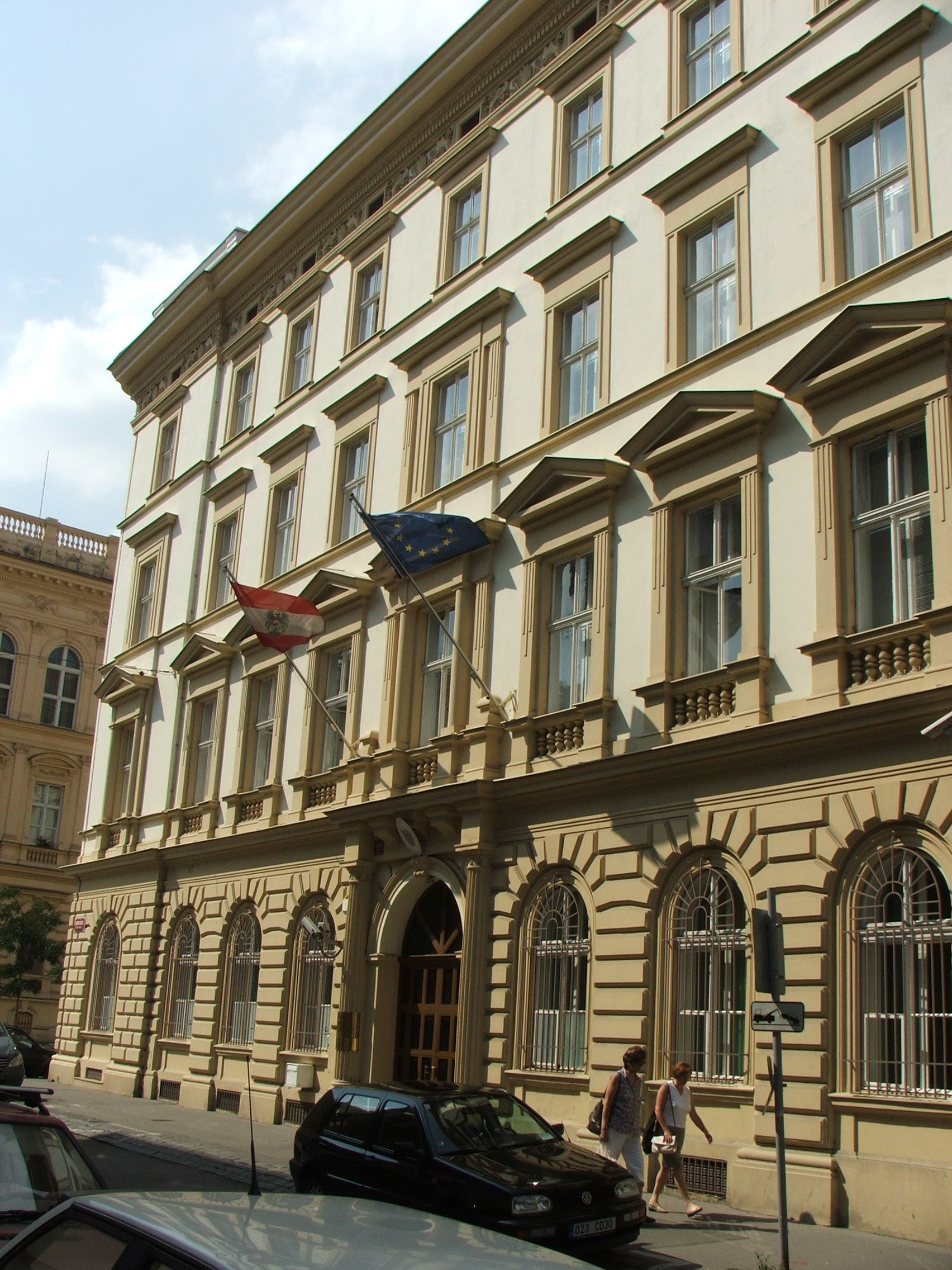
سفارت اتریش در پراگ

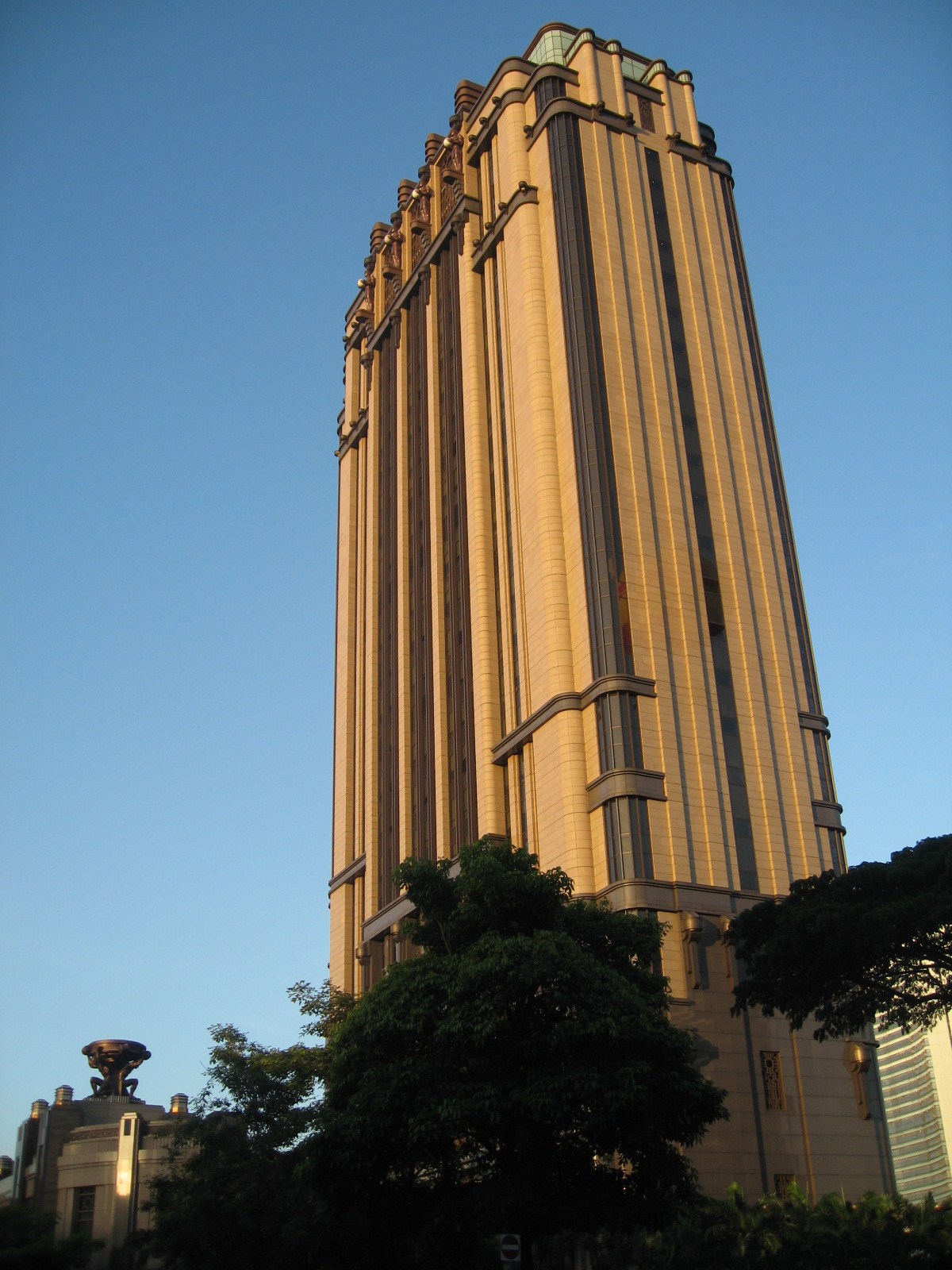
سفارت اتریش در سنگاپور، در طبقه ۲۴.

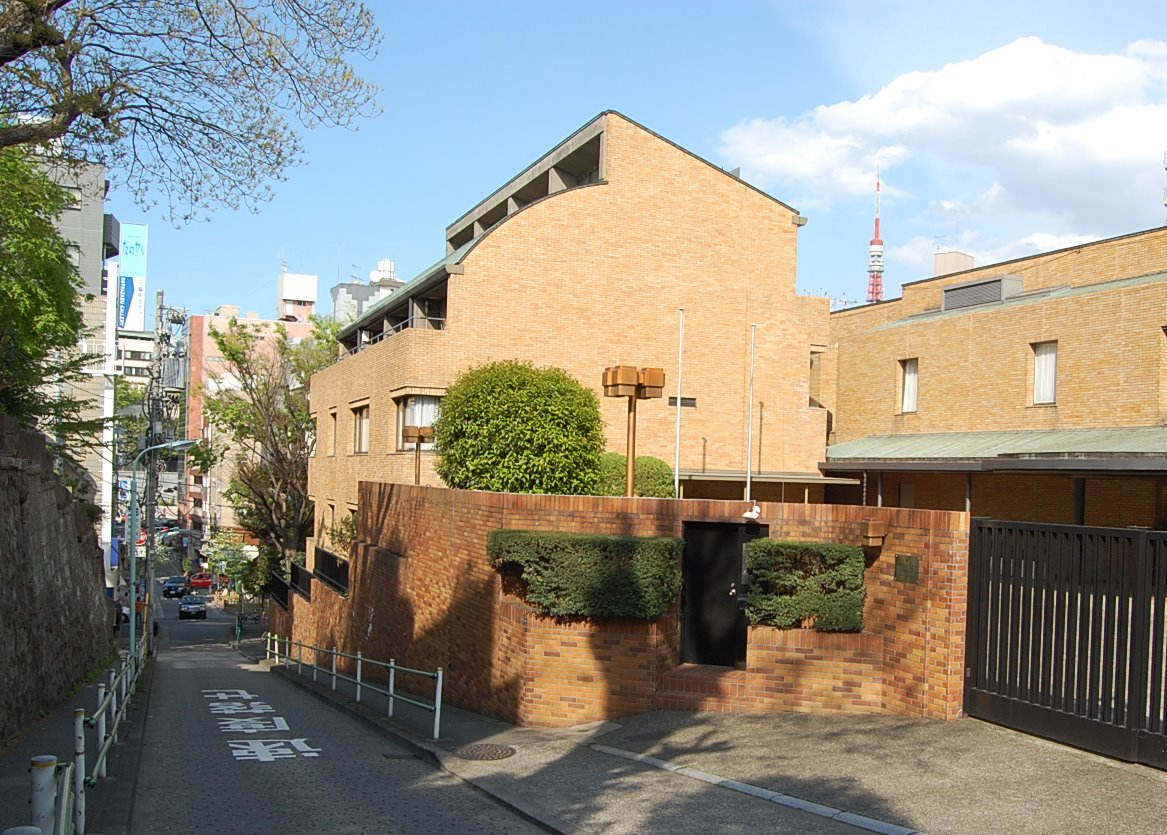
سفارت اتریش در توکیو

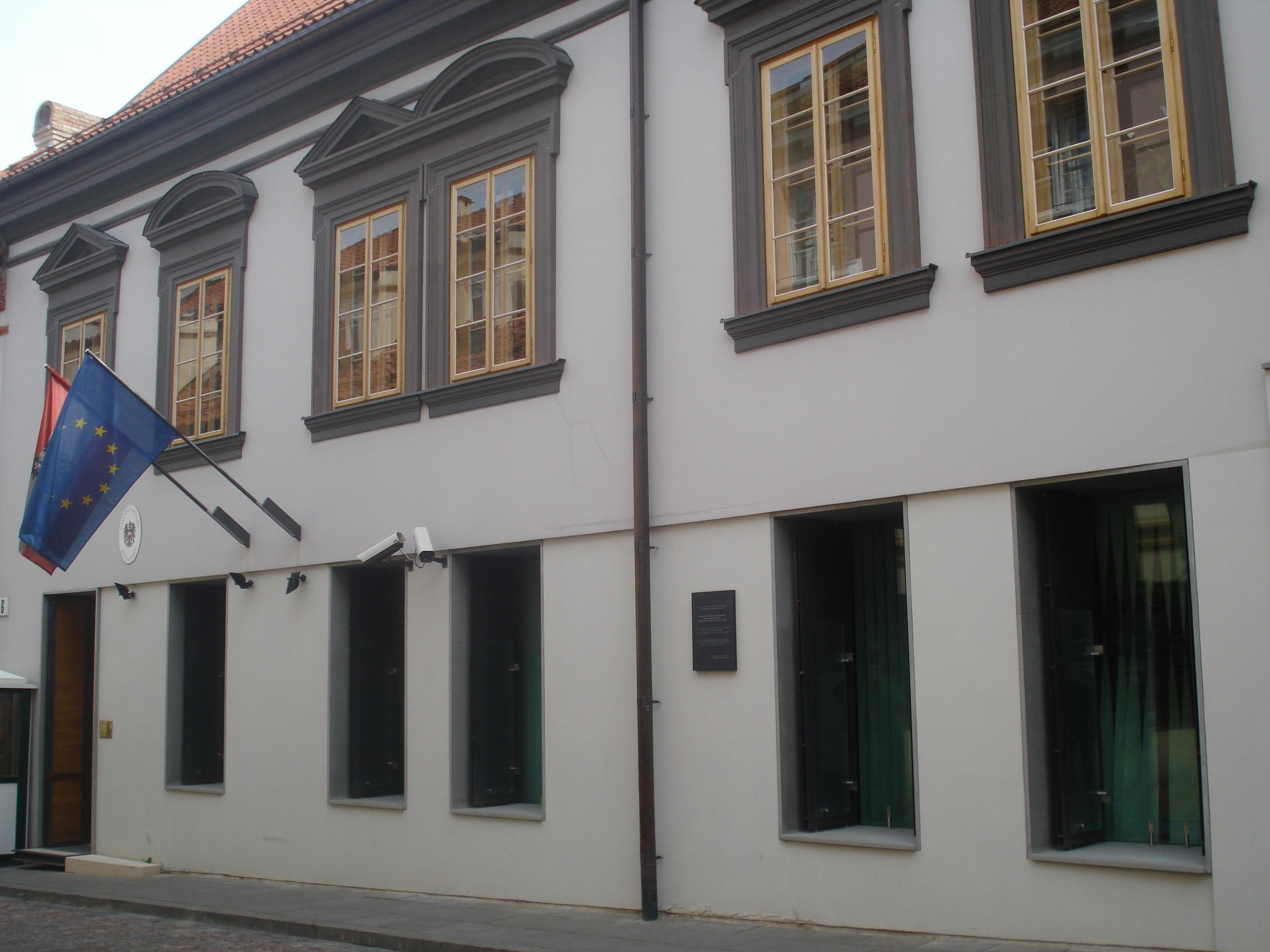
سفارت اتریش در ویلنیوس

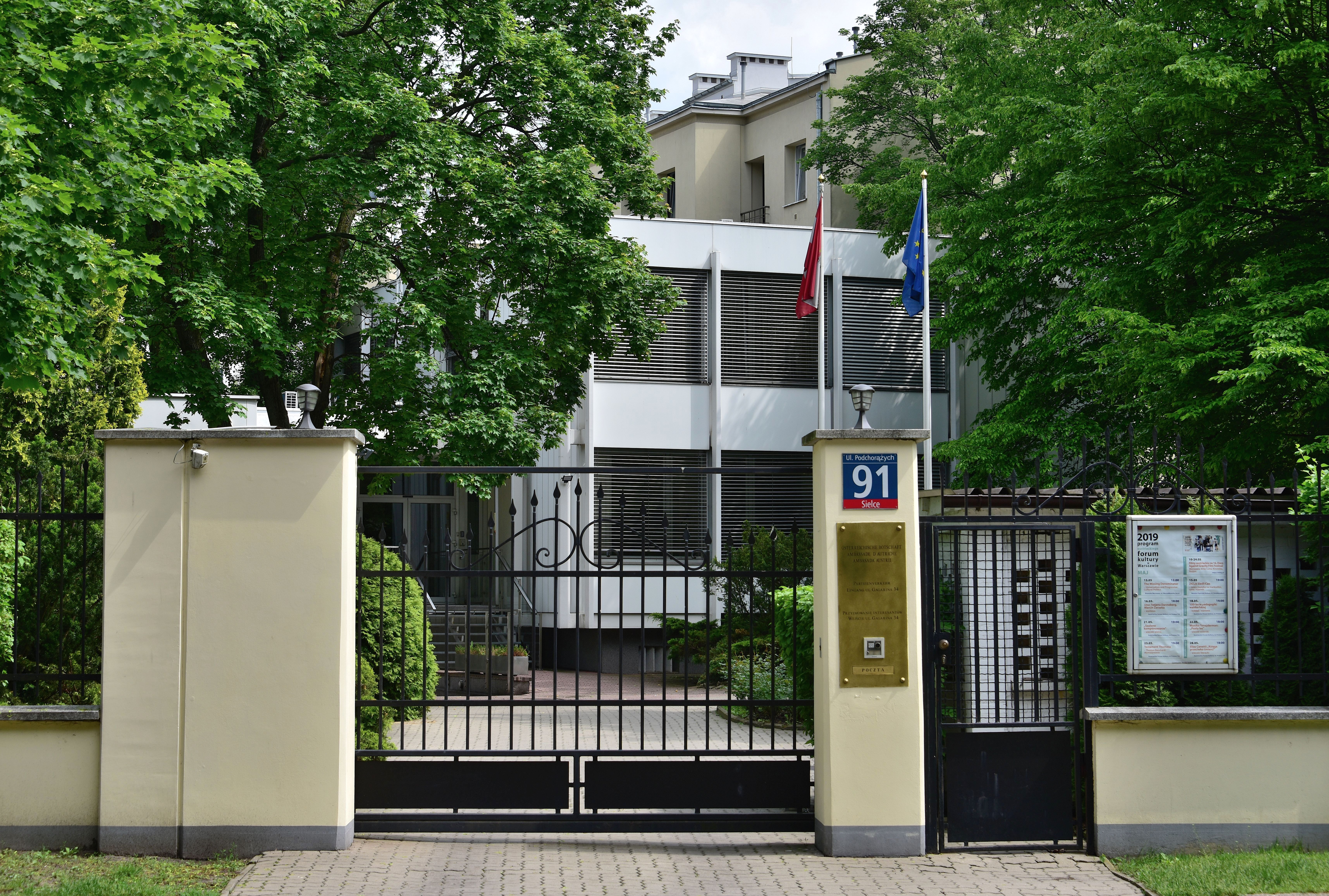
سفارت اتریش در ورشو

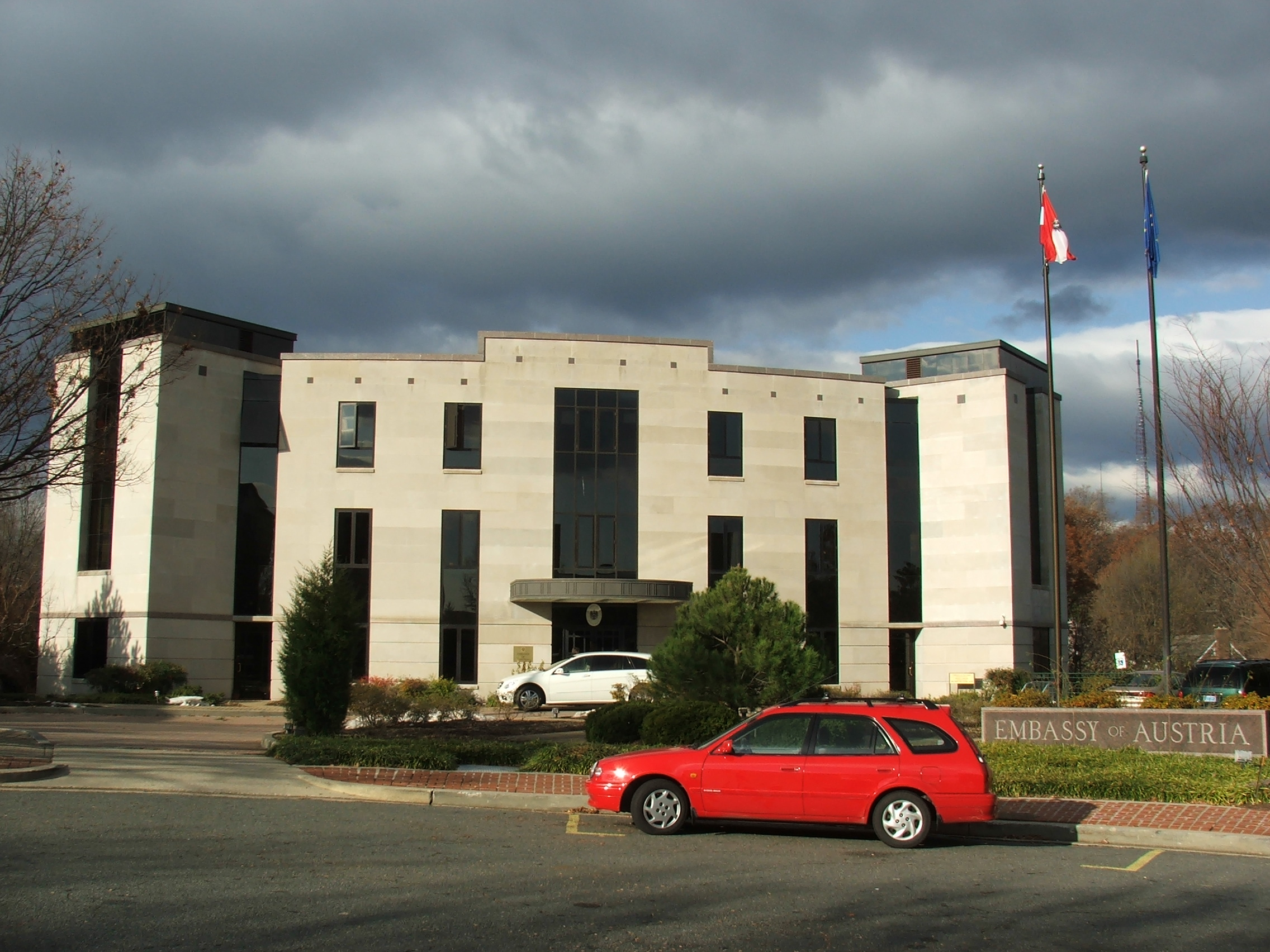
سفارت اتریش در واشنگتن دی سی

- جمهوری آذربایجان
  - باکو (سفارت)
- چین
  - پکن (سفارت)
  - گوانگژو (سرکنسولگری)
  - هنگ کنگ (سرکنسولگری)
  - شانگهای (سرکنسولگری)
- قبرس
  - نیکوزیا (سفارت)
- گرجستان
  - تفلیس (سفارت)
- هند
  - دهلی نو (سفارت)
- اندونزی
  - جاکارتا (سفارت)
- ایران
  - تهران (سفارت)
- اسرائیل
  - تل آویو (سفارت)
- ژاپن
  - توکیو (سفارت)
- اردن
  - امان (سفارت)
- قزاقستان
  - آستانه (سفارت)
- کره جنوبی
  - سئول (سفارت)
- کویت
  - کویت سیتی (سفارت)
- لبنان
  - بیروت (سفارت)
- مالزی
  - کوالالامپور (سفارت)
- پاکستان
  - اسلام‌آباد (سفارت)
- تشکیلات خودگردان فلسطین
  - رام‌الله (دفتر نمایندگی)
- فیلیپین
  - مانیل (سفارت)
- قطر
  - دوحه (سفارت)
- عربستان سعودی
  - ریاض (سفارت)
- سنگاپور
  - سنگاپور (سفارت)
- تایوان
  - تایپه (دفتر اتریشی تایپه)
- تایلند
  - بانکوک (سفارت)
- ترکیه
  - آنکارا (سفارت)
  - استانبول (سرکنسولگری)
- امارات متحده عربی
  - ابوظبی (سفارت)
- ویتنام
  - هانوی (سفارت)

## آفریقا
- الجزایر
  - الجزیره (سفارت)
- مصر
  - قاهره (سفارت)
- اتیوپی
  - آدیس آبابا (سفارت)
- کنیا
  - نایروبی (سفارت)
- لیبی
  - طرابلس (سفارت)
- مراکش
  - رباط (سفارت)
- نیجریه
  - ابوجا (سفارت)
- سنگال
  - داکار (سفارت)
- آفریقای جنوبی
  - پرتوریا (سفارت)
- تونس
  - تونس (سفارت)

## آمریکا
- آرژانتین
  - بوئنوس آیرس (سفارت)
- برزیل
  - برازیلیا (سفارت)
  - سائوپائولو (سرکنسولگری)
- کانادا
  - اتاوا (سفارت)
- شیلی
  - سانتیاگو (سفارت)
- کلمبیا
  - بوگوتا (سفارت)
- کوبا
  - هاوانا (سفارت)
- مکزیک
  - مکزیکوسیتی (سفارت)
- پرو
  - لیما (سفارت)
- ایالات متحده آمریکا
  - واشنگتن دی سی (سفارت)
  - شیکاگو (سرکنسولگری)
  - لس آنجلس (سرکنسولگری)
  - نیویورک سیتی (سرکنسولگری)
- ونزوئلا
  - کاراکاس (سفارت)

## اروپا
- آلبانی
  - تیرانا (سفارت)
- بلاروس
  - مینسک (سفارت)
- بلژیک
  - بروکسل (سفارت)
- بوسنی و هرزگوین
  - سارایوو (سفارت)
- بلغارستان
  - صوفیه (سفارت)
- کرواسی
  - زاگرب (سفارت)
- جمهوری چک
  - پراگ (سفارت)
- دانمارک
  - کپنهاگ (سفارت)
- استونی
  - تالین (سفارت)
- فنلاند
  - هلسینکی (سفارت)
- فرانسه
  - پاریس (سفارت)
  - استراسبورگ (سرکنسولگری)
- آلمان
  - برلین (سفارت)
  - هامبورگ (سرکنسولگری)
  - مونیخ (سرکنسولگری)
- یونان
  - آتن (سفارت)
- سریر مقدس
  - رم (سفارت)
- مجارستان
  - بوداپست (سفارت)
- جمهوری ایرلند
  - دوبلین (سفارت)
- ایتالیا
  - رم (سفارت)
  - میلان (سرکنسولگری)
- کوزوو
  - پرتوریا (سفارت)
- لتونی
  - ریگا (سفارت)
- لیتوانی
  - ویلنیوس (سفارت)
- لوکزامبورگ
  - لوکزامبورگ سیتی (سفارت)
- مقدونیه شمالی
  - اسکوپیه (سفارت)
- مالت
  - والتا (سفارت)
- مولدووا
  - کیشینف (سفارت)
- مونته‌نگرو
  - پودگوریتسا (سفارت)
- هلند
  - لاهه (سفارت)
- نروژ
  - اسلو (سفارت)
- لهستان
  - ورشو (سفارت)
  - کراکوف (سرکنسولگری)
- پرتغال
  - لیسبون (سفارت)
- رومانی
  - بخارست (سفارت)
- روسیه
  - مسکو (سفارت)
- صربستان
  - بلگراد (سفارت)
- اسلواکی
  - براتیسلاوا (سفارت)
- اسلوونی
  - لیوبلیانا (سفارت)
- اسپانیا
  - مادرید (سفارت)
- سوئد
  - استکهلم (سفارت)
- سوئیس
  - برن (سفارت)
  - زوریخ (سرکنسولگری)
- اوکراین
  - کی‌یف (سفارت)
- بریتانیا
  - لندن (سفارت)

## اقیانوسیه
- استرالیا
  - کانبرا (سفارت)

## سازمان‌های چندجانبه
- امان (نمایندگی دائم به اونروا)
- بروکسل (مأموریت دائمی به اتحادیه اروپا و ناتو)
- بوداپست (نمایندگی دائمی به کمیسیون بین‌المللی برای حفاظت از رودخانه دانوب)
- کاراکاس (نمایندگی دائم به جامعه کارائیب)
- ژنو (نمایندگی دائم به سازمان ملل متحد و دیگر سازمان‌های بین‌المللی)
- لاهه (نمایندگی دائم به سازمان بازدارندگی از به‌کارگیری جنگ‌افزارهای شیمیایی)
- مادرید (نمایندگی دائم به سازمان جهانی گردشگری)
- نایروبی (مأموریت دائمی به برنامه اسکان بشر سازمان ملل متحد و برنامه محیط زیست ملل متحد)
- نیویورک سیتی (نمایندگی دائم به سازمان ملل متحد)
- پاریس (مأموریت دائمی به سازمان همکاری و توسعه اقتصادی و یونسکو)
- رم (نمایندگی دائم به فائو)
- استراسبورگ (نمایندگی دائم به شورای اروپا)
- وین (نمایندگی دائم به سازمان امنیت و همکاری اروپا و سازمان ملل متحد)